# Beket
Beket è un film del 2008 diretto da Davide Manuli, interpretato da Fabrizio Gifuni, Paolo Rossi, Luciano Curreli, Roberto "Freak" Antoni.

## Premi
- Sulmonacinema Film Festival: Premio della giuria